# Amparo Serrano Iglesias
Amparo Serrano Iglesias és una política aranesa que va ser la segona síndica del Conselh Generau d'Aran.

## Trajectòria
El maig del 1991 va concórrer a les eleccions dins la Coalició Aranesa-Convergència i Unió (CA-CiU), que va guanyar les eleccions al Conselh Generau d'Aran i la seva companya Maria Pilar Busquet i Medan, de CDA, aconseguí el càrrec de Síndica d'Aran. Però dos anys més tard van sorgir problemes a la coalició i Amparo Serrano presentà una moció de censura vers la Pilar Busquet amb el suport del seu partit Unió Democràtica Aranesa (UDA) i d'Unitat d'Aran. Així fou Síndica d'Aran des del 12 de juliol del 1993 al 7 de juny de 1995, quan Carles Barrera la va succeir.
Amparo Serrano es presentà com a cap de llista per l'Agrupació d'Electors Amassadi per Aran a les eleccions del 1999 i 2003, sense gaire èxit.